# Eurytoma annulipes
Eurytoma annulipes är en stekelart som beskrevs av Walker 1832. Eurytoma annulipes ingår i släktet Eurytoma och familjen kragglanssteklar.
Artens utbredningsområde är Frankrike. Inga underarter finns listade i Catalogue of Life.